# Wospominanija o Pawlowske
Wospominanija o Pawlowske (Original russisch Воспоминания о Павловске, frei übersetzt Erinnerungen an Pawlowsk) ist ein russischer Dokumentar-Kurzfilm von Irina Kalinina aus dem Jahr 1984, der für einen Oscar nominiert war.

## Inhalt
Gezeigt wird die Arbeit von Anna Iwanowna Selenowa (1913–1980), der Direktorin des Pawlowski-Palastmuseums, die ihre Lebensaufgabe darin sah, sich selbstlos für das Museum einzusetzen und ihm ihre ganze Arbeitskraft widmete. Sie war auch in den Jahren der Besatzung für ihr Museum da und überstand diese mit ihm und sodann die Wiedergeburt sozusagen aus der Asche in Angriff zu nehmen.
Als Selenowa 1932 nach Pawlowsk kam, war sie ein junges Mädchen. Sie leitete Führungen, schrieb methodische Literatur und gestaltete Ausstellungen. In den Jahren 1939/1940 leitete sie die Arbeit am Gesamtinventar der Museumssammlungen. Mit Kriegsbeginn beteiligte sie sich an der Evakuierung der Museumsgegenstände, die tief ins Land hinein in unterschiedliche Verstecke verbracht und zum Teil auch im Park vergraben wurden. Als Selenowa 1941 zur Direktorin des Pawlowsk-Museums ernannt wurde, war sie 28 Jahre alt. Nachdem die Blockade um Leningrad verschärft worden war, beschloss man, besonders wertvolle Museumsschätze in der Isaakskathedrale in Leningrad unterzubringen. Erst 1944 konnte Selenowa nach Pawlowsk und ins Museum zurückkehren. Da lagen der verbrannte Palast und das Palastmuseum in Trümmern und der prächtige Park war abgeholzt und mit ausgehobenen Schützengräben durchzogen. Zwar entschied eine Kommission, das Palastmuseum nicht wieder aufzubauen, Selenowa setzte sich jedoch aktiv für die Möglichkeit einer Wiederbelebung ein und organisierte umfangreiche Arbeiten dafür. Ein kreatives Team von Museumsarbeitern stand ihr bei und so wurden Palast und Museum zum ersten Vorstadtpalast, der wie ein Phoenix aus der Asche wieder erstand. Allein talentierten Restauratoren, aber vor allem der Energie und Ausdauer und dem unerschütterlichen Glauben von Anna Selenowa ist diese Wiederbelebung zu verdanken.

## Produktionsnotizen, Veröffentlichung
Der Film, der von Lendoc produziert wurde, arbeitete mit Materialien des Staatlichen Filmfonds der UdSSR sowie des Zentralen Staatsarchivs für Kino- und Fotodokumente der UdSSR. Im Vorspann des Films dankten die Autoren der Leitung des Pawlowski-Palastmuseums und des Parks für ihre Hilfe, die sie bei der Arbeit an dem Film geleistet hätten.
Erstmals veröffentlicht wurde der Film am 1. Juni 1984 beim Krakauer Filmfestival in Polen. Bekannt ist er auch unter dem Titel Recollections of Pavlovsk.

## Auszeichnungen
- Krakow Film Festival 1984: Gewinnerin des Spezialpreises der Jury Irina Kalinina für und mit dem Film
- Allunionsfilmfestival 1984 in Kiew: Preis für den besten Dokumentarfilm[4]
- Academy Awards 1985: Oscarnominierung für Irina Kalinina für und mit dem Film in der Kategorie „Bester Dokumentar-Kurzfilm“